# Джилл Саддет
Джилл Саддет (англ. Jill Sudduth, 9 вересня 1971) — американська синхронна плавчиня.
Олімпійська чемпіонка 1996 року.
Чемпіонка світу з водних видів спорту 1994 року.
Переможниця Панамериканських ігор 1995 року.